# The English
The English (mesmo título no Brasil) é uma série de televisão britânico-estadunidense produzida pela BBC e Amazon Studios, e escrita e dirigida por Hugo Blick. É estrelada por Emily Blunt e Chaske Spencer. Estreou no Reino Unido na BBC Two e BBC iPlayer em 10 de novembro de 2022, e nos Estados Unidos no Amazon Prime Video em 11 de novembro de 2022.

## Sinopse
Em 1890, a Lady inglesa Cornelia Locke chega ao oeste em busca de vingança contra o homem que ela acredita ser o responsável pela morte de seu filho. Ela conhece Eli Whipp, um ex-batedor de cavalaria e membro da tribo Pawnee. Eli está a caminho de Nebraska para reivindicar as terras que lhe são devidas por seu serviço no Exército dos EUA, embora tenha dito que os brancos não pagarão sua dívida. Cornélia e Eli descobrem uma possível história em comum.

## Elenco
- Emily Blunt como Lady Cornelia Locke
- Chaske Spencer como Sargento Eli Whipp / Wounded Wolf
- Rafe Spall como David Melmont
- Tom Hughes como Thomas Trafford
- Stephen Rea como Xerife Robert Marshall
- Valerie Pachner como Martha Myers
- Toby Jones como Sebold Cusk
- Ciaran Hinds como Richard M Watts[4]
- Malcolm Storry como Red Morgan
- Nichola McAuliffe como Black Eyed Mog
- Cristian Solimeno como Clay Jackson
- Miguel Alvarez como Timothy Flynn
- Steve Wall como Thin 'Kell' Kelly
- Gary Farmer como John Clarke
- Kimberly Norris Guerrero como Katie Clarke
- Tonantzin Carmelo como Touching Ground

## Recepção
No Rotten Tomatoes, a série detém um índice de aprovação de 82% e uma nota média de 7,7/10, com base em 56 críticas. O consenso do site diz: "As performances de Emily Blunt e Trask Spencer aumentam o impacto visual de “The Brit”, um faroeste inebriante e um tanto distorcido, com um talento artístico admirável". No Metacritic, a série tem uma pontuação média ponderada de 74 em 100 com base em 26 avaliações, indicando "críticas geralmente favoráveis". O The Guardian deu cinco de cinco estrelas, afirmando: "embora você possa esquecer os detalhes, o enredo nunca se torna ininteligível, nem a atuação se torna menos convincente", citando as performances de Spencer e Blunt como "uma revelação".

### Prêmios e indicações
| Ano  | Prêmio                                    | Categoria                               | Indicado(s)    | Resultado | Referências |
| ---- | ----------------------------------------- | --------------------------------------- | -------------- | --------- | ----------- |
| 2023 | Screen Actors Guild Awards                | Melhor Atriz em Minissérie ou Telefilme | Emily Blunt    | Indicado  | [ 8 ]       |
| 2023 | British Academy Television Awards         | Melhor Ator                             | Chaske Spencer | Indicado  | [ 9 ]       |
| 2023 | British Academy Television Craft Awards   | Melhor Diretor: Ficção                  | Hugo Blick     | Indicado  | [ 9 ]       |
| 2023 | British Academy Television Craft Awards   | Melhor Figurino                         | Phoebe De Gaye | Indicado  | [ 9 ]       |
| 2023 | British Academy Television Craft Awards   | Melhor Trilha Sonora: Ficção            | Federico Jusid | Indicado  | [ 9 ]       |
| 2023 | British Academy Television Craft Awards   | Melhor Produção de Design               | Chris Roope    | Indicado  | [ 9 ]       |
| 2023 | Irish Film & Television Awards            | Melhor Ator - Drama                     | Stephen Rea    | Venceu    | [ 10 ]      |
| 2023 | Royal Television Society Programme Awards | Melhor Ator                             | Chaske Spencer | Indicado  | [ 11 ]      |